# Rally d'Argentina

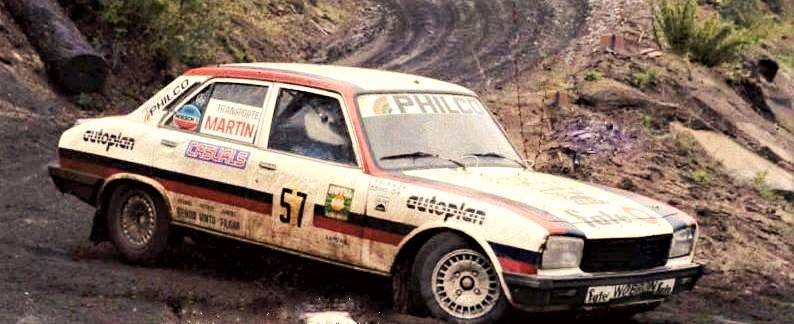
Cocho López nell'edizione del 1984

Il Rally automobilistico d'Argentina, che ha fatto parte per molti anni del Campionato del mondo rally, è una prova rallistica la cui prima edizione risale al 1980. È tra le poche competizioni automobilistica di questo tipo che si svolge in America Latina. Prende parte nell'area di Calamuchita, vicino a Villa Carlos Paz nella provincia di Córdoba ed è famoso per i numerosi guadi che le prove speciali offrono.

## Storia

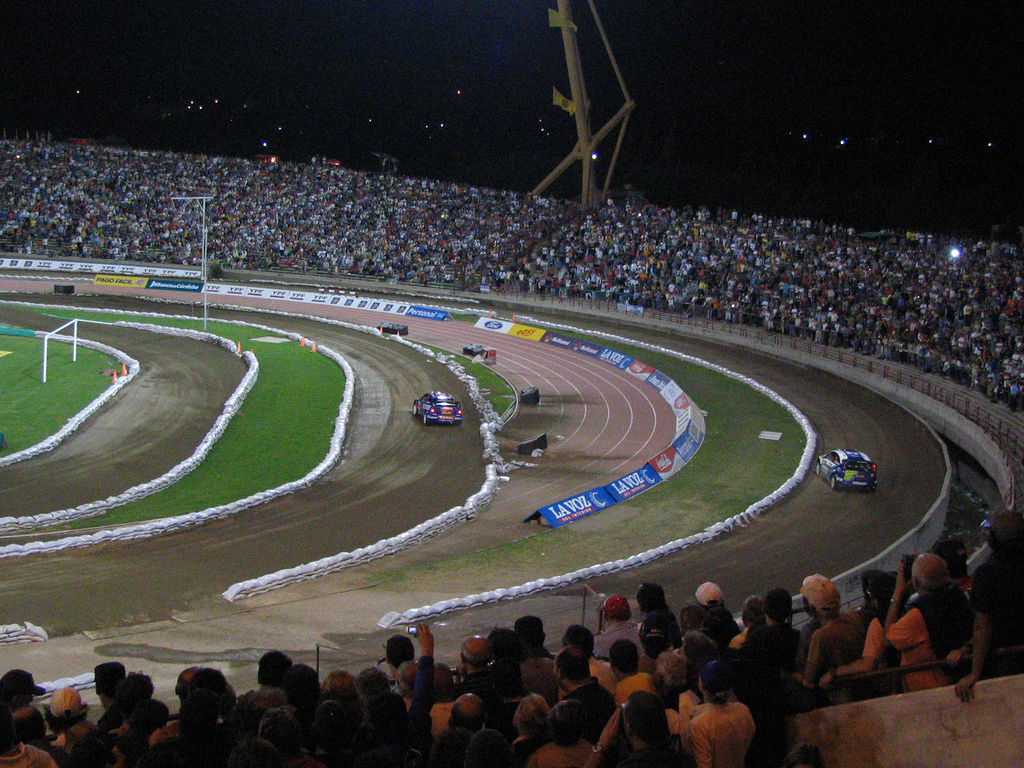
Sfida tra Gronholm e Loeb nello stadio Chateau Carreras della città di Córdoba (Argentina)

Organizzata da sempre dal locale Automobil Club Argentino, dopo che le prime due edizioni si erano svolte nella provincia di Tucumán, le successive si spostarono a San Carlos de Bariloche e Córdoba, dove si è svolta anche l'ultima edizione. Nel 1982 la gara non si disputò a causa della guerra delle Falkland. Per cercare di attrarre un maggior numero di spettatori, nel 2007 una prova speciale si è svolta nello stadio del River Plate, a Buenos Aires, mentre un'altra ancora si è svolta nella città di Córdoba nello stadio Chateau Carreras.
Dall'edizione del 2010, svoltasi nella seconda metà del mese di marzo, è passata a far parte dell'Intercontinental Rally Challenge di cui è stata la terza prova della stagione 2010.
Nel 2020 la manifestazione è stata cancellata a causa della pandemia di COVID-19.

## Albo d'oro
| Anno           | Denominazione                      | Pilota                          | Co-pilota                       | Vettura                         | Validità |
| -------------- | ---------------------------------- | ------------------------------- | ------------------------------- | ------------------------------- | -------- |
| 1979           | 1° Rally Codasur                   | Jean Guichet                    | Jean Todt                       | Peugeot 504                     |          |
| 1980 Resoconto | 2° Rally Codasur Ultra Movil YPF   | Walter Röhrl                    | Christian Geistdörfer           | Fiat 131 Abarth                 | WRC      |
| 1981 Resoconto | 3° Rally Codasur                   | Guy Fréquelin                   | Jean Todt                       | Talbot Sunbeam Lotus            | WRC      |
| 1983 Resoconto | 3° Marlboro Rally Argentina        | Hannu Mikkola                   | Arne Hertz                      | Audi Quattro                    | WRC      |
| 1984 Resoconto | 4° Marlboro Rally of Argentina YPF | Stig Blomqvist                  | Björn Cederberg                 | Audi Quattro                    | WRC      |
| 1985 Resoconto | 5° Rally of Argentina              | Timo Salonen                    | Seppo Harjanne                  | Peugeot 205 Turbo 16            | WRC      |
| 1986 Resoconto | 6° Marlboro Rally of Argentina     | Massimo Biasion                 | Tiziano Siviero                 | Lancia Delta S4                 | WRC      |
| 1987 Resoconto | 7° Marlboro Rally of Argentina     | Massimo Biasion                 | Tiziano Siviero                 | Lancia Delta HF 4WD             | WRC      |
| 1988 Resoconto | 8° Marlboro Rally of Argentina     | Jorge Recalde                   | Jorge del Buono                 | Lancia Delta Integrale          | WRC      |
| 1989 Resoconto | 9° Rally Argentina                 | Mikael Ericsson                 | Claes Billstam                  | Lancia Delta Integrale          | WRC      |
| 1990 Resoconto | 10° Rally Argentina                | Massimo Biasion                 | Tiziano Siviero                 | Lancia Delta Integrale          | WRC      |
| 1991 Resoconto | 11° Rally YPF Argentina            | Carlos Sainz                    | Luis Moya                       | Toyota Celica                   | WRC      |
| 1992 Resoconto | 12° Rally YPF Argentina            | Didier Auriol                   | Bernard Occelli                 | Lancia Delta HF Int.            | WRC      |
| 1993 Resoconto | 13° Rally YPF Argentina            | Juha Kankkunen                  | Nicky Grist                     | Toyota Celica GT4               | WRC      |
| 1994 Resoconto | 14° Rally YPF Argentina            | Didier Auriol                   | Bernard Occelli                 | Toyota Celica GT4               | WRC      |
| 1995 Resoconto | 15° Rally YPF Argentina            | Jorge Recalde                   | Martin Christie                 | Lancia Delta HF int.            | 2-L WC   |
| 1996 Resoconto | 16° Rally Argentina                | Tommi Mäkinen                   | Seppo Harjanne                  | Mitsubishi Lancer E. III        | WRC      |
| 1997 Resoconto | 17° Rally Argentina                | Tommi Mäkinen                   | Seppo Harjanne                  | Mitsubishi Lancer E. IV         | WRC      |
| 1998 Resoconto | 18° Rally Argentina                | Tommi Mäkinen                   | Risto Mannisenmäki              | Mitsubishi Lancer E V           | WRC      |
| 1999 Resoconto | 19° Rally Argentina                | Juha Kankkunen                  | Juha Repo                       | Subaru Impreza WRC              | WRC      |
| 2000 Resoconto | 20° Rally Argentina                | Richard Burns                   | Robert Reid                     | Subaru Impreza WRC              | WRC      |
| 2001 Resoconto | 21° Rally Argentina                | Colin McRae                     | Nicky Grist                     | Ford Focus WRC                  | WRC      |
| 2002 Resoconto | 22° Rally Argentina                | Carlos Sainz                    | Luis Moya                       | Ford Focus WRC                  | WRC      |
| 2003 Resoconto | 23° YPF Rally Argentina            | Marcus Grönholm                 | Timo Rautiainen                 | Peugeot 206 WRC                 | WRC      |
| 2004 Resoconto | 24° CTI Movil Rally Argentina      | Carlos Sainz                    | Marc Martí                      | Citroën Xsara WRC               | WRC      |
| 2005 Resoconto | 25° Rally Argentina                | Sébastien Loeb                  | Daniel Elena                    | Citroën Xsara WRC               | WRC      |
| 2006 Resoconto | 26° Rally Argentina                | Sébastien Loeb                  | Daniel Elena                    | Citroën Xsara WRC               | WRC      |
| 2007 Resoconto | 27° Rally Argentina                | Sébastien Loeb                  | Daniel Elena                    | Citroën C4 WRC                  | WRC      |
| 2008 Resoconto | 28° Rally Argentina                | Sébastien Loeb                  | Daniel Elena                    | Citroën C4 WRC                  | WRC      |
| 2009 Resoconto | 29° Rally Argentina                | Sébastien Loeb                  | Daniel Elena                    | Citroën C4 WRC                  | WRC      |
| 2010 Resoconto | 30° Rally Argentina                | Juho Hänninen                   | Mikko Markkula                  | Škoda Fabia S2000               | IRC      |
| 2011 Resoconto | 31° Rally Argentina                | Sébastien Loeb                  | Daniel Elena                    | Citroën DS3 WRC                 | WRC      |
| 2012 Resoconto | 32° Philips Rally Argentina        | Sébastien Loeb                  | Daniel Elena                    | Citroën DS3 WRC                 | WRC      |
| 2013 Resoconto | 33° Philips LED Rally Argentina    | Sébastien Loeb                  | Daniel Elena                    | Citroën DS3 WRC                 | WRC      |
| 2014 Resoconto | 34° XION Rally Argentina           | Jari-Matti Latvala              | Miikka Anttila                  | Volkswagen Polo R WRC           | WRC      |
| 2015 Resoconto | 35° XION Rally Argentina           | Kris Meeke                      | Paul Nagle                      | Citroën DS3 WRC                 | WRC      |
| 2016 Resoconto | 36° YPF Rally Argentina            | Hayden Paddon                   | John Kennard                    | Hyundai i20 WRC                 | WRC      |
| 2017 Resoconto | 37° YPF Rally Argentina            | Thierry Neuville                | Nicolas Gilsoul                 | Hyundai i20 Coupe WRC           | WRC      |
| 2018 Resoconto | 38° YPF Rally Argentina            | Ott Tänak                       | Martin Järveoja                 | Toyota Yaris WRC                | WRC      |
| 2019 Resoconto | 39° XION Rally Argentina           | Thierry Neuville                | Nicolas Gilsoul                 | Hyundai i20 Coupe WRC           | WRC      |
| 2020           | Speedagro Rally Argentina 2020     | Cancellato a causa del COVID-19 | Cancellato a causa del COVID-19 | Cancellato a causa del COVID-19 | WRC      |
| 2021           | 40° Rally Argentina                | Posticipato                     | Posticipato                     | Posticipato                     | CODASUR  |
| 2022           | 41° Speedagro Rally Argentina      | Marcos Ligato                   | Rubén García                    | Citroën C3 Rally2               | CODASUR  |
| 2023           | 42° Rally Argentina                | Alejandro Cancio                | Diego Cagnotti                  | Škoda Fabia R5                  | CODASUR  |